# Diego Ângelo
Diego Ângelo de Olivera (Anápolis, 12 febbraio 1986) è un ex calciatore brasiliano, di ruolo difensore.

## Carriera

### Club

#### Santos e Ituano
Cresce nel settore giovanile del Santos, ma poi si trasferisce nell'Ituano, club brasiliano di seconda divisione,  disputa 14 partite siglando anche una rete.
L'esperienza nel suo paese natale dura solo una stagione.

#### Naval
Nell'agosto del 2007 viene ingaggiato dal Naval a parametro zero sceglie di indossare la maglia con il numero 66.
L'esordio avverrà il 30 settembre nella partita persa 2-0 contro il Nacional, il primo gol avviene nella partita persa per 4-1 contro lo Sporting, alla fine del campionato 2007-08 conquista 22 presenze siglando 4 reti.
Nel campionato 2008-09 salterà solo una partita per somma di ammonizioni e al termine della stagione conquisterà ben 34 presenze risultando molte volte il migliore in campo per la squadra portoghese.
Al terzo anno con il Naval in Liga Nos cambia il numero di maglia dal 66 al 4. Al termine della stagione 2009-10 colleziona 37 presenze in tutto siglando 4 reti, ottenendo il miglior piazzamento con la squadra portoghese cioè l'ottavo posto.
In tutta la sua esperienza in Liga Nos con il Naval colleziona 93 presenze totali colmati da 9 gol e 2 assist.

#### Genoa poi Eskişehirspor
Nel maggio del 2010 il Genoa lo acquista per 1,5 milioni di euro dal Naval, ma in seguito all'introduzione della regola di un solo extra-comunitario per stagione, non può passare al club italiano tanto meno far ritorno al club portoghese, ritrovandosi così svincolato all'età di 24 anni.
L'11 luglio dello stesso anno si accorda con il club turco Eskişehirspor militante in Süper Lig sceglie di indossare la maglia numero 3. Non viene convocato per le prime partite di campionato, esordendo così il 16 ottobre subentrando al 69', al posto di Sezer Öztürk nella partita vinta 1-0 contro il Büyüksehir Belediyespor, parte da titolare il 13 novembre nella partita finita 0-0 contro l'Antalyaspor, il primo gol avviene il 6 dicembre contro Kayserispor al 9' minuto del primo tempo, al termine della stagione colleziona 20 presenze in campionato siglando 2 reti e 3 assist. Con il club turco ottiene il 7º posto nella Süper Lig 2010-2011.
Nella stagione 2011-12 gioca tutte le partite tranne una per somma di ammonizioni, collezionando così 43 presenze totali colmate da 8 gol e 1 assist, piazzandosi con la squadra al 6º posto in classifica, giocandosi così i Play-off per l'Europa League.
Il 5 maggio del 2013 nella partita persa per 2-1 contro il Beşiktaş indossa per la prima volta nella sua carriera la fascia di capitano.
Il 5 febbraio 2014 si rompe il crociato e finisce anzitempo la stagione.
Dopo 5 anni con Eskişehirspor colleziona 123 presenze 14 gol 10 assist in Süper Lig, 23 presenze 4 gol 2 assist in Türkiye Kupasi.

#### Antalyaspor
Il 14 agosto 2015 rescinde il contratto con il Eskişehirspor, concordandosi così con la neo-promossa Antalyaspor, con un contratto di quattro anni, sceglie di indossare la maglia 33. Esordisce il 26 ottobre nella partita persa 2-1 contro il Fenerbahce, e fa il suo primo gol il 14 marzo del 2016 nella partita vinta 3-0 contro il Bursaspor.
Al termine della stagione 2015-16 colleziona 25 presenze colmate da un gol e 2 assist, con la squadra turca arriva al 9º posto in classifica.
Nella stagione 2016-17 Diego Ângelo diventa titolare e colleziona 30 presenze 1 gol e 3 assist e contribuisce al 5º posto in classifica della squadra turca.